# Thérèse Kleindienst
Thérèse Kleindienst (Clamart, 25 de outubro de 1916 – Saint-Gilles-Croix-de-Vie, 3 de julho de 2018) foi uma bibliotecária francesa.   

## Carreira
Ela foi secretária geral da Bibliothèque nationale de France, de 1963 a 1984. Ela se tornou uma oficial da Legião de Honra e da Ordre des Palmes Académiques, em 1973, e uma oficial da Ordre des Arts et des Lettres, em 1976.
Morreu em 3 de julho de 2018, aos 101 anos.